# Erumaipatti
Erumaipatti es una ciudad y nagar Panchayat situada en el distrito de Namakkal en el estado de Tamil Nadu (India). Su población es de 12085 habitantes (2011). Se encuentra a 15 km de Namakkal y a 68 km de Salem.

## Demografía
Según el censo de 2011 la población de Erumaipatti era de 12085 habitantes, de los cuales 6299 eran hombres y 5786 eran mujeres. Erumaipatti tiene una tasa media de alfabetización del 83,75%, superior a la media estatal del 80,09%: la alfabetización masculina es del 89,76%, y la alfabetización femenina del 77,24%.